# Ángel Sanchis Perales
Ángel Sanchis Perales (Albal, Horta Sud, 1938) és un empresari i financer valencià, antic diputat al Congrés dels Diputats.
En els anys 1960 va obrir el seu primer negoci d'èxit havent demanat un préstec bancari per a la seva consecució al pare de Luis Bárcenas, directiu de l'entitat financera del Banco Central a Badajoz. El 1973 fundà el Nuevo Banco, del que en fou principal accionista i president.
El 1980 s'afilià a Aliança Popular, partit en el que ocupà diferents càrrecs que culminaren quan fou elegit diputat per la província de València a les eleccions generals espanyoles de 1986 dins les llistes de la Coalició Popular, i a les eleccions generals espanyoles de 1989 per la província de Madrid dins les llistes del Partit Popular. Ha estat vicepresident segon de la Comissió d'Indústria, Obres Publiques i Serveis (1987-1989) i vicepresident segon de la Comissió d'Assumptes Exteriors del Congrés dels Diputats (1989-1993). També va ser tresorer del partit en l'etapa de Manuel Fraga, entre 1982 i 1987, quan va contractar Luisito Bárcenas fill. per treballar com a empleat en l'administració del partit a les seves ordres.
L'abril de 1990 fou encausat en el cas Naseiro sobre el finançament il·legal del PP, en qualitat de tresorer del partit, arribant fins i tot el Tribunal Suprem a sol·licitar en octubre de 1990 el suplicatori al Congrés dels Diputats que va ser concedit, autoritzant al Suprem per actuar contra Sanchis Després de ser processat, en juliol de 1992 (any i mig després) A. Sanchís fou absolt després que el jutge dictaminés la destrucció de les proves presentades per l'acusació i declarés nul el Cas Naseiro per la manera d'obtenció de les escoltes.
Propietari també de la Immobiliària Gordo SA, durant el govern de José María Aznar s'establí a l'Argentina i va obtenir un crèdit de 18 milions de dòlars de l'Institut de Crèdit Oficial per a invertir a La Moraleja SA, una propietat de 2.700 kilòmetres quadrats de terra a la província de Salta, on hi viuen els wichis
Dins del cas Bárcenas, en març de 2013, Sanchís va ser imputat per un possible delicte de blanqueig de capitals. En setembre, el jutge li imposà una fiança de 8 milions per cooperar amb Bárcenas en l'ocultació de fons que van ser dipositats a Suïssa.
El fiscal del cas Barcenas sol·licita pena de 8 anys per a A. Sanchís.